# Auto-Tune
Auto-Tune er et lydbehandlingssystem, der er udviklet af Antares Audio Technologies, og som kan måle og ændre tonehøjden i både optagelser og fremførelser af sang og musik. Andre tilsvarende, senere tilkomne lydbehandlingssystemer markedsføres under navne, som fx Melodyne og Waves Tune.
Autotune-software analyserer tonehøjden i en sangstemme eller et spilleinstrument (fx en båndløs basguitar) og resyntetiserer autotune-lydens data til den rigtige tonehøjde (pitch). Selv om autotune i den brede offentlighed er bedst kendt for sine meget virkningsfulde forvrængningseffekter, er det faktisk i det skjulte, at den bruges i størst omfang, og hvor den her benyttes til pitch-korrektion. 
Autotune kan således justere en falsk tone til den nærmeste rene halve tone op eller ned, og bruges primært af pladeproducere til at rette forkerte toner eller enkeltstående fejl på vokal-indspilninger. Men lydbehandlingsteknikken vinder i øget omfang også indpas under afviklingen af både rock- og popkoncerter, hvor den er velegnet til at kunne dække over en sangers eller en musikers helt eller delvis manglende musikalske evner og færdigheder. (For eksempel ved ikke at kunne synge rent eller spille rent).
Anvendelsen af autotune er i takt med effektens stigende udbredelse og afbenyttelse blevet udsat for betydelig kritik på grund af, hvad en del musik-anmeldere anser for at være et både uærligt og destruktivt angreb på den kunstneriske autenticitet i forbindelse med fremførelse af sang og musik. Hvis ikke det oplyses på coveret ved udgivelser eller på plakaten ved koncerter o.lign., at der forekommer brug af autotune (eller endnu bedre: pitch-korrektion), kan man tale om bedrageri over for et intetanende betalende publikum, eftersom det herved skjules, at kunstneren reelt ikke har været i stand til at kunne præstere det, som den aktuelle musikalske fremførelse giver sig ud for.
Det bør endvidere tilføjes, at de sidste ny modeller blandt disse specielle (og kontroversielle) lydbehandlingssystemer, ud over automatisk at kunne korrigere for falske toner, også effektfuldt kan kompensere for generel dårlig timing hos kunstneren, samt for utilstrækkelig beherskelse af såvel almindelig stemmeføring, som stemmevibrato, m.m. 